# Otiothops atlanticus
Otiothops atlanticus là một loài nhện trong họ Palpimanidae. Loài này được phát hiện ở Brasil.